# Metacyclops planus
Metacyclops planus – gatunek widłonoga z rodziny Cyclopidae. Opisał go w 1909 roku brytyjski zoolog Robert Gurney, nadając mu nazwę Cyclops planus.